# Silves (Amazonas)
Silves, amtlich Município de Silves, ist eine brasilianische Gemeinde im Bundesstaat Amazonas mit zum 1. Juli 2021 geschätzten
9289 Einwohnern. Der Hauptort und Sitz des Munizips liegt auf einer Insel in der Seenplatte des mittleren Amazonasbeckens im Lago de Saracá, Namensgeber der Saracá-Kultur im ersten Jahrtausend nach Christus. Sie ist Teil der Metropolregion Manaus.

## Lage und Verkehrsanbindung
Das Gebiet der Gemeinde erstreckt sich von der Ilha de Panumã und der Ilha de Risco im Amazonas entlang des Rio Anebá auf der linken Seite des Amazonas zwischen Flüssen Rio Urubu und Rio Uatumã. Die Gemeinde grenzt im Süden an Uricurituba, im Osten an Itapiranga und im Westen an Itacoatiara.
Der Hauptort befindet sich auf einer Insel im Lago de Samarcá, dem östlichen Teil des Lago de Canaçari. Sie ist 336 Kilometer von Manaus, der Hauptstadt des Bundesstaates, entfernt. Erreichbar ist sie über die 2024 ausgebaute Staatsstraße AM-330 mit zweimal täglichem Bus aus Manaus bzw. Itapiranga und regelmäßig verkehrender Fähre bzw. Kleinbooten mit ca. zehnminütiger Überfahrt.

## Klima
Die Stadt hat tropisches Regenwaldklima, Af nach der Klimaklassifikation nach Köppen und Geiger. Die Durchschnittstemperatur ist 26,7 °C. Die Niederschlagsmenge liegt im Schnitt bei 3119 mm im Jahr.

## Geschichte

### Präcabralinische Zeit
In der Region Silves gibt es über 70 archäologische Grabungen. Felszeichnungen belegen eine Besiedlung, die bis in die Zeit vor 7000 Jahren zurückreicht.
Zahlreiche Keramiken stammen aus der ab vor etwa 3000 Jahren. Die Funde aus dem ersten Jahrtausend nach Christus von der Insel Silves und der gegenüberliegenden Halbinsel zeigen polychrome Muster.

### Neuzeit
Die neuzeitliche Ansiedlung beruht auf der Gründung der Missionsstation Missão do Saracá 1660. 1833 wurde Silves aus dem Gemeindegebiet von Manaus ausgegliedert und erhielt den Status als Vila. Während des 19. und 20. Jahrhunderts wechselten Name und Sitz wiederholt zwischen Itapiranga und Silves, bis Silves 1956 ausgegliedert und wieder zum Munizip erhoben wurde. 1981 verlor die Gemeinde Teile ihres Territoriums an die neugegründeten Munizipien Rio Preto da Eva und Presidente Figueiredo.

## Bevölkerung
Nach der Zählung von 2010 lebten auf dem Gebiet der Gemeinde 8444 Menschen, 4415 davon im ländlichen Bereich. 7241 definierten sich als Farbige, 1074 als Weiße, 52 als Indigene, 47 als Asiaten und 21 als Schwarze. 3856 Menschen waren unter 14 Jahre alt, 1606 zwischen 15 und 25 und 2 Frauen waren 100 Jahre alt oder mehr.

## Wirtschaft
Im Jahr 2019 betrug das BIP 12.465 Real pro Kopf. 654 Personen oder 7,1 % der Bevölkerung waren als beschäftigt gemeldet. Landwirtschaft ist der größte Wirtschaftszweig mit einem Anteil von 41 Millionen Real, gefolgt von Dienstleistungen mit 16 Millionen Real und Industrie mit 5,6 Millionen Real. Der größte Einzelposten sind staatliche Leistungen wie Verwaltung, Bildung und öffentliche Gesundheit mit 47 Millionen Real.
Seit Anfang der 2020er werden in der Gegend von Silves verschiedene Gasvorkommen erschlossen. Dies hat zur Folge, dass Arbeiter aus ganz Brasilien verstärkt Wohnraum nachfragen und das Stadtbild prägen. Das Gas soll auch die Dieselgeneratoren für die Stromerzeugung ablösen.